# Ле Бокете (Лука)
Ле Бокете је насеље у Италији у округу Лука, региону Тоскана.
Према процени из 2011. у насељу је живело 116 становника. Насеље се налази на надморској висини од -1 м.